# Wasiljewka (obwód amurski)
Wasiljewka (ros. Васильевка) – wieś (ros. seło) w południowo-wschodniej Rosji, terytorialnie i administracyjnie należąca do rejonu biełogorskiego, w obwodzie amurskim. 
Według danych statystycznych z 2016 roku wieś Wasiljewka zamieszkiwało 113 mieszkańców. 